# Кадина-Река
Кадина-Река (мак. Кадина Река)  — річка в Північній Македонії, права притока річки Вардар.  Виток бере у горах Якупиця.

## Галерея

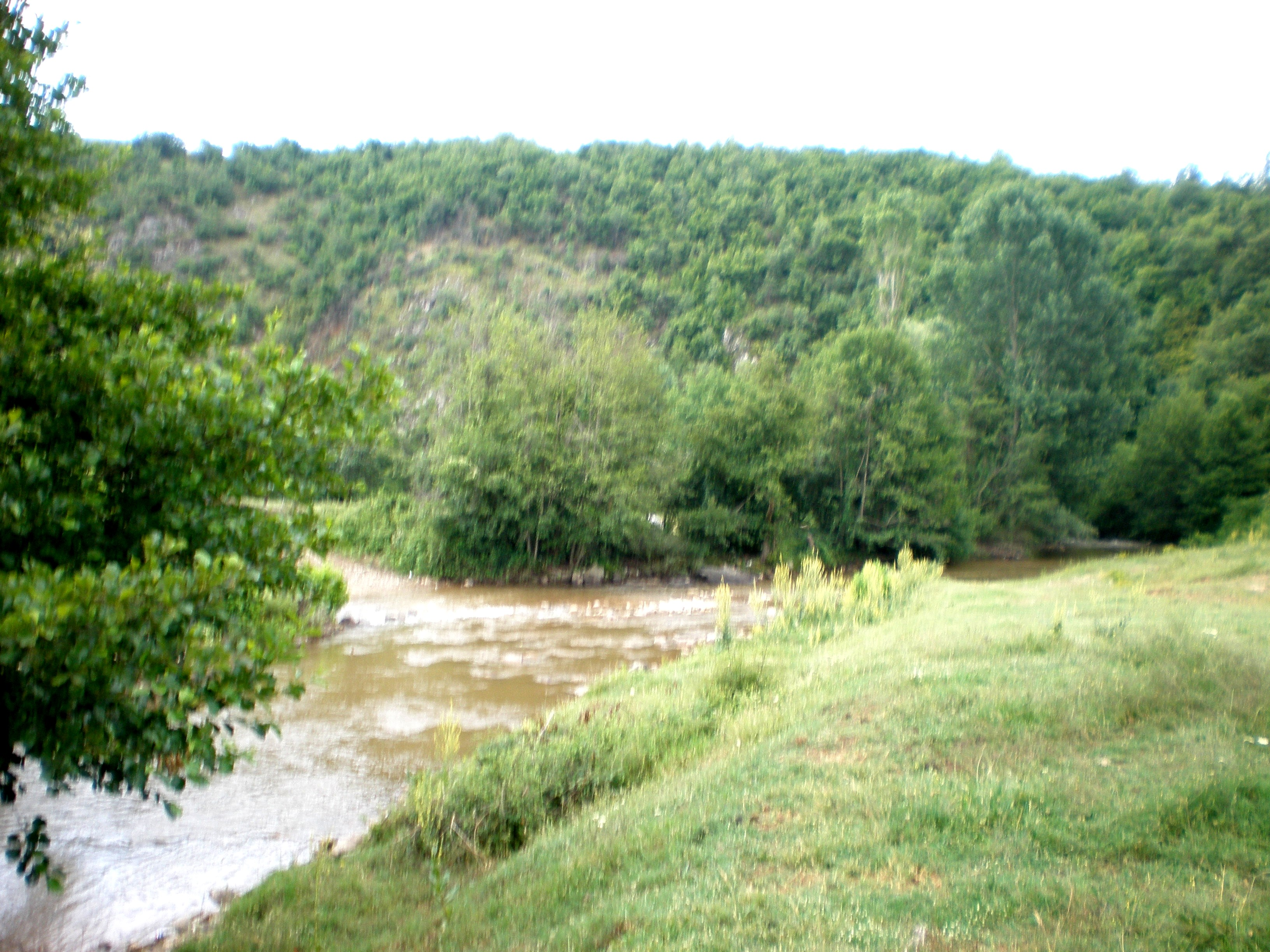
Кадина-Река неподалік від місця впадіння у Вардар
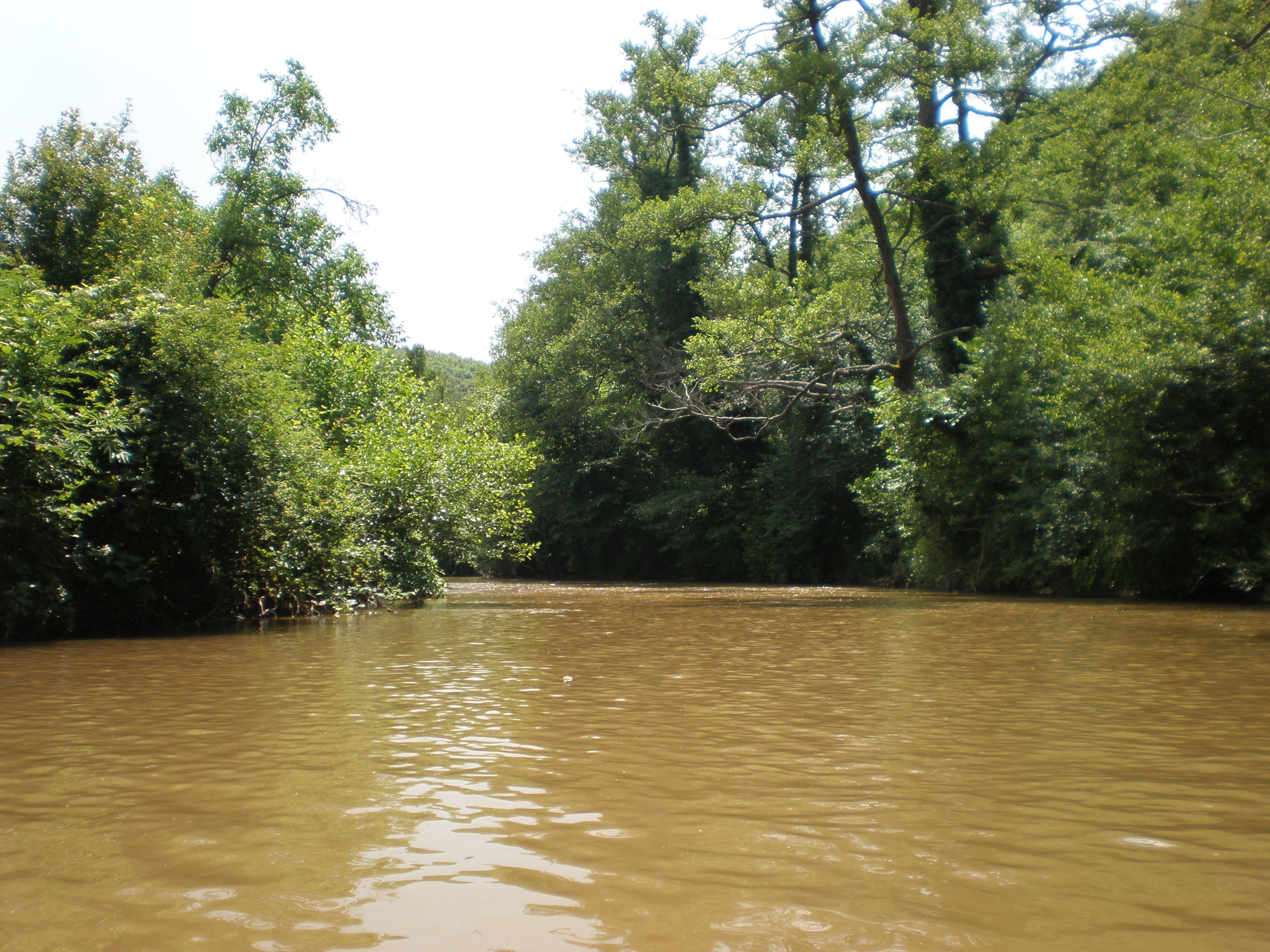
Кадина-Река між селами Смесниця и Гумалево
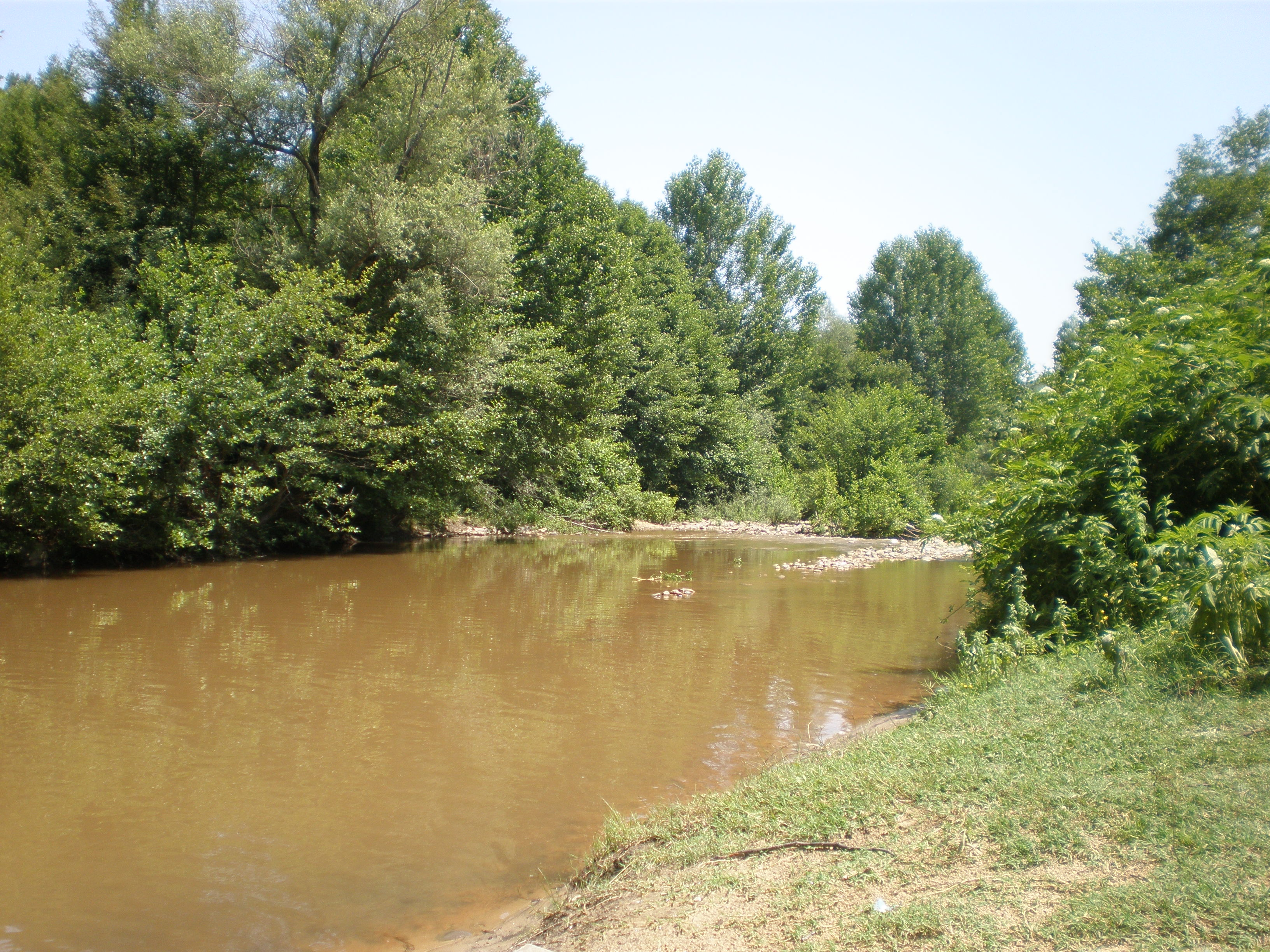
Кадина-Река поблизу села Смесниця
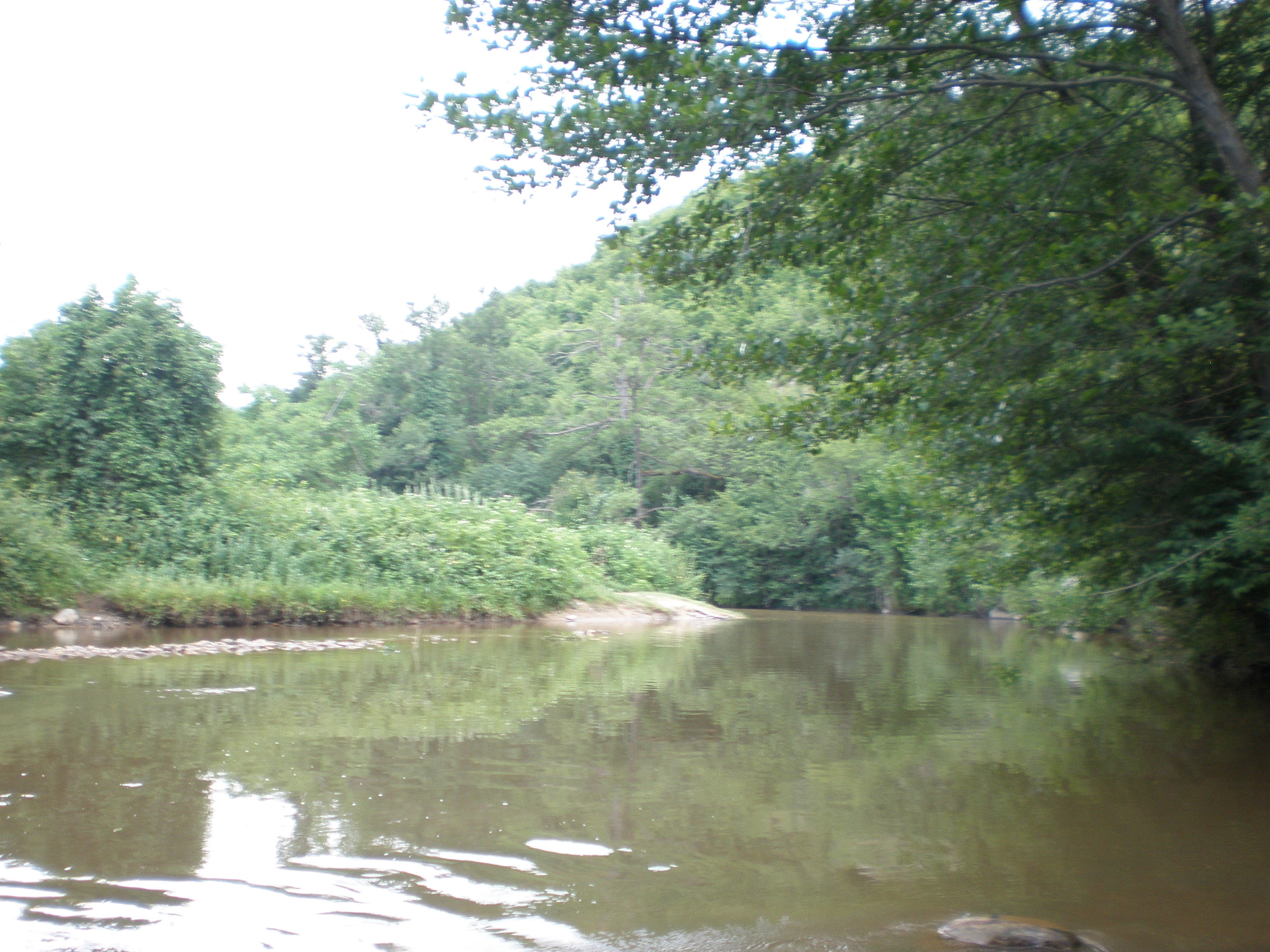
Вигин річки

| Північна Македонія | Це незавершена стаття з географії Північної Македонії. Ви можете допомогти проєкту, виправивши або дописавши її. |